# Kor (rivière)
Pour les articles homonymes, voir Kor.
Kor est une rivière se situant dans la province Fars en Iran. La rivière prend entre autres sa source dans les monts Zagros dans le secteur du mont Dena, longe le massif de Palangi avant de déboucher dans le lac salé de Bakhtegan dont l'augmentation du niveau de salinité est due à la diminution du débit de la rivière, ainsi que son potentiel assèchement.
La rivière permet l'irrigation de son bassin via diverses installations hydrauliques dont le barrage de Droudzan construit en 1972, proche de Marvdasht. La rivière ne s'assèche jamais du fait de son alimentation par les neiges éternelles du Zagros, même si le flux est discontinu en été dans son delta à cause de l'irrigation. Plusieurs canaux ont été construits le long de la rivière. De nombreux problèmes de pollution de la rivière cause aussi des troubles dans la faune et flore de la rivière tel que la pollution causée par une usine sucrière ayant entrainé la mort de milliers de poisson en 1994. Les premiers barrages sur la rivière ont été réalisés durant le règne de Darius le Grand entre -521 et -485, sous la dynastie des Achéménides, au sud de Persépolis. Au cours des siècles qui suivent, environ 6 barrages de dérivation ont été construits sur les 80 derniers kilomètres de la rivière (après la jonction avec le Pulvar): les barrages de Band-e-Amir, de Feiz Abbd, de Tilakan, de Mawan, de Hassan Abad, et de  Jahan Abbd, certains d'entre eux font l'objet d'une rénovation/réhabilitation dans les années 2000.
Le principal affluent est le Pulvar (ou Sivan, anciennement appelé Médus) dont un barrage est en cours de construction dans les gorges de Bolaghi du côté de Sivand. 
D'autres noms désignent cette rivière : Araxes de Perse (ou Aras).